# Prana
Prana (प्राण), beseda iz sanskrta, se prevaja kot dih življenjske sile in predstavlja v hinduizmu prvotno energijo živih bitij in vesolja. Izraz je sestavljen iz dveh sanskrtskih besed, pra (preteklost, prej) in an (dihati, živeti). 